# Бава Беккарис, Фиоренцо

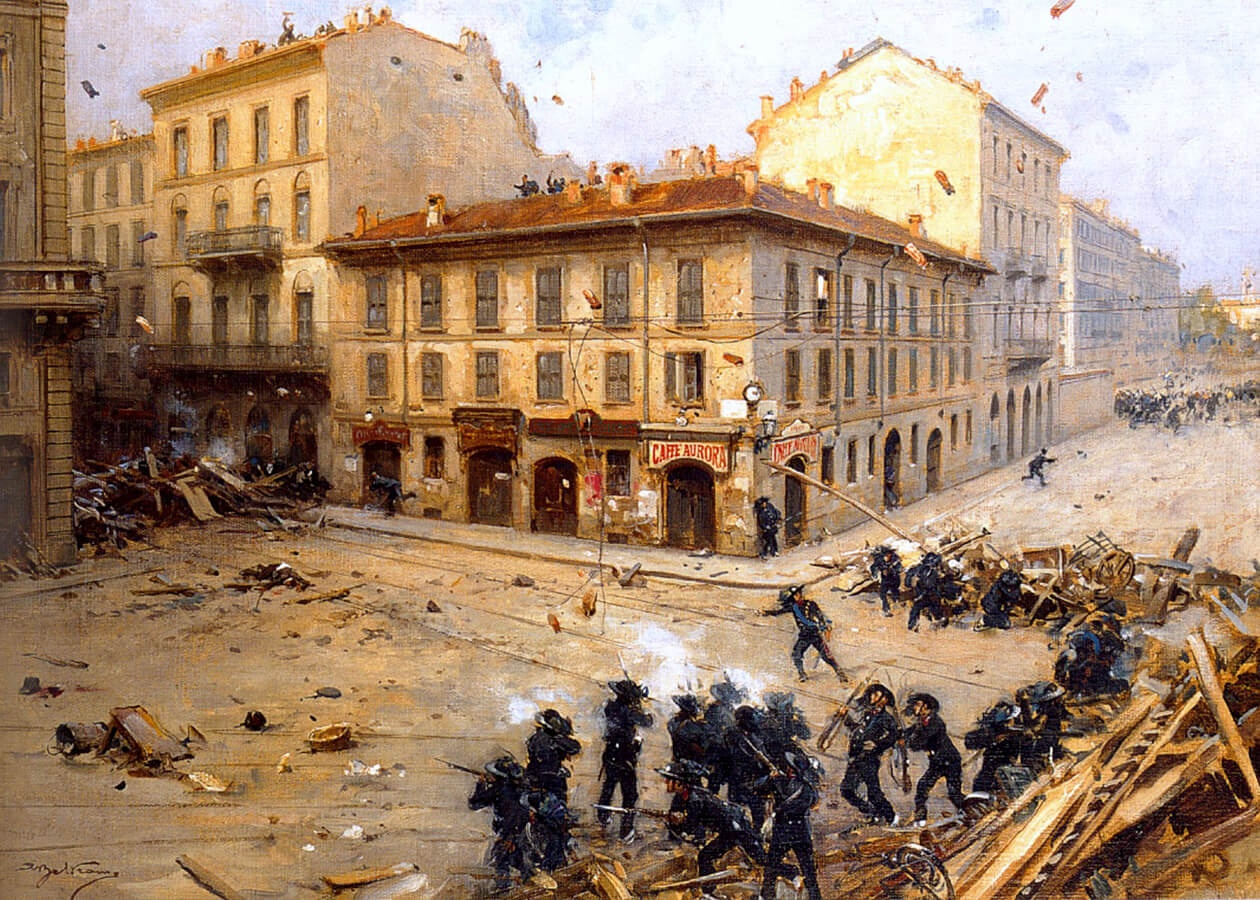
Революционные беспорядки в Милане

Фиоренцо (Фьоренцо) Бава Беккарис (итал. Fiorenzo Bava Beccaris; 17 марта 1831, Фоссано, Пьемонт — 8 апреля 1924, Рим) — итальянский генерал, сенатор, известный подавлением восстания в Милане в 1898 году.

## Биография
Представитель знатной и древней пьемонтской семьи. В возрасте 14 лет поступил в Туринскую военную академию, которую окончил в звании лейтенанта артиллерии в 1851 году.
Участник Крымской и итальянских войн за независимость.
Во время колониальных войн в Африке в Италии прошли крупные демонстрации по поводу растущей цены на хлеб, и 7 мая 1898 года бунтующий город Милан был поставлен под военное управление генерала Фиоренцо Бава Беккариса, который приказал стрелять из винтовок и артиллерии по демонстрантам. В результате, по данным властей, было убито 82 человека, а источники в оппозиции утверждают, что число погибших составило 400 человек, 2000 было ранено. После подавления восстания провёл чистки. Были арестованы видные политики, в том числе Филиппо Турати, Леонида Биссолати, Анна Кулишова, радикальные и католические журналисты. Социалистические и католические организации были распущены.
Король Умберто послал телеграмму, чтобы поздравить Баву Беккариса с восстановлением порядка.
В знак признания его действий Бава Беккарис получил Большой крест Савойского ордена от короля Умберто I в июне 1898 года. Вскоре после этого он был назначен членом итальянского сената.
В 1902 году вышел в отставку.

## Награды
- Кавалер Большого креста ордена Святых Маврикия и Лазаря
- Кавалер Большого креста ордена Короны Италии
- Великий офицер Савойского военного ордена
- Серебряная Медаль «За воинскую доблесть» (Италия)
- Маврикианская медаль
- Медаль в память объединения Италии
- Памятная медаль Объединения Италии
- Крымская медаль (Великобритания)
- Памятная медаль итальянской кампании 1859 года